# Кревьязак, Элисон
Э́лисон Кревья́зак (англ. Alison Kreviazuk; /krɛvˈəzək/; 27 сентября 1988, Миссиссога, Онтарио, Канада) — канадская кёрлингистка и тренер по кёрлингу. В том числе выступала как второй в команде скипа Рэйчел Хоман, в составе сборной Канады — бронзовый призёр чемпионата мира 2013, вице-чемпион чемпионата мира 2014.

## Спортивная карьера
Начала заниматься кёрлингом с шести лет (1996) в кёрлинг-клубе City View Curling Club (Оттава). Её отец Дуг (англ. Doug Kreviazuk) сначала помогал в организации тренировок как волонтёр, затем закончил тренерские курсы и стал тренировать различные подростковые и юниорские команды клуба, в частности, ассистировал тренеру команды Хоман Эрлу Моррису (работавшему с командой с момента её формирования в 2002 до 2010, а затем в 2013—2014 вновь тренировавшему её на чемпионатах Канады и мира).

### 2002—2014
Элисон была игроком команды Хоман (на позиции второго) с момента её создания в 2002, за исключением некоторых турниров сначала в подростковом статусе (в сезоне 2005—2006), а затем в юниорском статусе (в сезоне 2009—2010), поскольку она на год старше Хоман и её вице-скипа Эммы Мискью.
В подростковом кёрлинге Кревьязак выиграла в составе команды три подростковых (англ. Bantam) чемпионата провинции Онтарио (2003, 2004, 2005); когда она уже не смогла в 2006 в четвёртый раз принимать участие в подростковом чемпионате Онтарио (который команда выиграла в 4-й раз подряд, чего не добивалась до этого ни одна подростковая команда Онтарио), Элисон заменила её сестра Линн Кревьязак.
После перехода в 2007 году команды Хоман на юниорский уровень Элисон вновь присоединилась к команде во всех турнирах; в числе прочего команда выиграла в 2009 юниорский чемпионат провинции Онтарио, впервые квалифицировавшись в юниорский чемпионат Канады 2009, где проиграла в финале.
В сезоне 2009—2010 Элисон вновь не смогла уже по возрасту играть в юниорских соревнованиях Онтарио или Канады, поэтому на этих соревнованиях её заменяла Лора Крокер. Но Элисон могла играть вместе с командой в турнирах в рамках Мирового тура по кёрлингу (англ. World Curling Tour, WCT) (где команда Хоман была отмечена призом как «лучшая новая команда года» (англ. Rookie Team of the Year).), а также в en:Canadian Olympic Curling Pre-Trials, предварительном турнире отбора на Олимпийские игры (где команда Хоман, выиграв 3 матча и проиграв также 3, не прошла на финальный канадский олимпийский отбор «Roar of the Rings»). Хотя команда выиграла юниорский чемпионат Канады 2010 без Элисон Кревьязяк, но на международном уровне критерии по возрасту для юниоров были другие (возможно было участие игроков на полгода старше, чем в Канаде), и Элисон смогла присоединиться к команде (выступавшей как «сборная Канады») на юниорском чемпионате мира 2010 (Флимс, Швейцария), где команда Хоман вновь доминировала, на групповом этапе проиграв лишь одну игру; однако в финале канадки проиграли команде Швеции.
Когда в сезоне 2009—2010 вся команда Хоман перешла из юниорского статуса во взрослый, Элисон вновь заняла своё постоянное место второго в составе. Она дважды выиграла женский чемпионат Онтарио (в 2011, затем заняв на чемпионате Канады 4-е место, и 2013, после чего победили на чемпионате Канады 2013, став самой молодой в истории чемпионата командой, выигравшей чемпионат).
В 2013 году, как чемпион страны, Лиза вместе со всей командой Хоман впервые выступила в качестве игрока сборной Канады на международном уровне, на чемпионате мира 2013 (Рига, Латвия), где они завоевали бронзовую медаль, выиграв в матче за 3-е место у сборной США. Лиза показала 82 % точных бросков, что вывело её на 6-е место среди всех участников чемпионата по этому показателю.
В сезоне 2013—2014 команда Хоман прошла на национальный олимпийский отборочный турнир (en:2013 Canadian Olympic Curling Trials) за право представлять Канаду на зимней Олимпиаде 2014, но заняла лишь 3-е место. Выиграв во второй раз женский чемпионат Канады 2014, команда снова участвовала в чемпионате мира 2014 (Сент-Джон, Канада), где на этот раз завоевала серебряную медаль, уступив в финале сборной Швейцарии. На этом чемпионате Элисон получила приз en:Frances Brodie Award за «спортивное мастерство» (англ. sportsmanship).
Летом 2014 года Элисон Кревьязак покинула команду Хоман, чтобы переехать в Швецию к своему бойфренду, шведскому кёрлингисту Фредрику Линдбергу, игроку команды Никласа Эдина. В команде её заменила Джоанн Кортни.

### 2014 — н.в.
Пока Элисон не могла в Швеции заниматься кёрлингом на высшем уровне, она вернулась в Канаду; была приглашена на позицию второго в команду Маргареты Сигфридссон для участия в турнире en:2015 Players' Championship; команда заняла 12-е место.
В сезоне 2015—2016 была приглашена на позицию первого в команду Дженнифер Джонс для участия в турнире «2015 Stockholm Ladies Cup» ; в составе заменила постоянного первого команды Дон Макьюэн; команда Джонс разделила 3-е место с командой Маргареты Сигфридссон.

## Почётные призы
- Почётный приз Всемирной федерации кёрлинга Frances Brodie Award: 2014.

## Семья
Родилась в семье этнических украинцев.
В 2009 окончила университет Оттавы по специальности «Исследования в области досуга» (англ. en:Leisure studies), работает в отделе продаж в Capital Fiat.
Отец Дуг Кревьязак (англ. Doug Kreviazuk) является членом комитета директоров (англ. board member) Ассоциации кёрлинга Онтарио и тренером по кёрлингу (в частности, он тренировал сборную Канады, где играла Линн Кревьязак и которая завоевала серебряные медали на зимней Универсиаде 2015).
Её сёстры — тоже опытные кёрлингистки: Линн Кревьязак (также некоторое время игравшая в команде Хоман) и Шерил Кревьязак (в сезоне 2014—2015 была запасной в команде Хоман на чемпионате Канады 2014; также была запасной команды Хоман в сезоне 2016—2017, став вместе с командой чемпионкой Канады и мира 2017).

## Команды
| Сезон                                          | Четвёртый (скип) | Третий           | Второй             | Первый (лид)                 | Запасной                              | Турниры                       |
| ---------------------------------------------- | ---------------- | ---------------- | ------------------ | ---------------------------- | ------------------------------------- | ----------------------------- |
| 2002—03                                        | Рэйчел Хоман     | Эмма Мискью      | Элисон Кревьязак   | Никки Джонстон               |                                       |                               |
| 2003—04                                        | Рэйчел Хоман     | Эмма Мискью      | Элисон Кревьязак   | Никки Джонстон               |                                       |                               |
| 2004—05                                        | Рэйчел Хоман     | Эмма Мискью      | Элисон Кревьязак   | Никки Джонстон               |                                       |                               |
| 2005—06                                        | Рэйчел Хоман     | Эмма Мискью      | Элисон Кревьязак   | Джейми Синклер               |                                       |                               |
| 2006—07                                        | Рэйчел Хоман     | Эмма Мискью      | Элисон Кревьязак   | Никки Джонстон               |                                       |                               |
| 2007—08                                        | Рэйчел Хоман     | Эмма Мискью      | Элисон Кревьязак   | Линн Кревьязак               |                                       |                               |
| 2008—09                                        | Рэйчел Хоман     | Эмма Мискью      | Элисон Кревьязак   | Линн Кревьязак               |                                       | ЧКЮ 2009                      |
| 2009—10                                        | Рэйчел Хоман     | Эмма Мискью      | Элисон Кревьязак   | Линн Кревьязак               | Лора Крокер                           | [ 16 ]                        |
| 2010—11                                        | Рэйчел Хоман     | Эмма Мискью      | Элисон Кревьязак   | Лиза Уигл                    | Шерри Мидо                            | ЧК 2011 (4 место)             |
| 2011—12                                        | Рэйчел Хоман     | Эмма Мискью      | Элисон Кревьязак   | Лиза Уигл                    |                                       |                               |
| 2012—13                                        | Рэйчел Хоман     | Эмма Мискью      | Элисон Кревьязак   | Лиза Уигл                    | Стефани Ле Дрю                        | ЧК 2013                       |
| 2013—14                                        | Рэйчел Хоман     | Эмма Мискью      | Элисон Кревьязак   | Лиза Уигл                    | Хизер Смит (КООК) Стефани Ле Дрю (ЧК) | КООК 2013 (9 место) · ЧК 2014 |
| 2014—15                                        | Мария Прюц       | Кристина Бертруп | Элисон Кревьязак   | Маргарета Сигфридссон (скип) |                                       | [ 9 ]                         |
| 2015—16                                        | Дженнифер Джонс  | Кейтлин Лоус     | Джилл Оффисер      | Элисон Кревьязак             |                                       | [ 17 ]                        |
| 2016—17                                        | Сара Карлссон    | Элисон Кревьязак | Анна Домей         | Лотта Леннартссон            | тренер: Сисси Эстлунд                 | [ 18 ] [ 19 ]                 |
| 2017                                           | Эллисон Флэкси   | Clancy Grandy    | Линн Кревьязак     | Morgan Court                 | Элисон Кревьязак тренер: Калеб Флэкси | КООК 2017 (9 место)           |
| Кёрлинг среди смешанных команд (mixed curling) |                  |                  |                    |                              |                                       |                               |
| 2012                                           | Mark Homan       | Рэйчел Хоман     | Brian Fleischhaker | Элисон Кревьязак             |                                       | ЧКСК 2012 (6 место)           |

## Результаты как тренера национальных сборных
| Год  | Турнир                                                          | Сборная                             | Место |
| ---- | --------------------------------------------------------------- | ----------------------------------- | ----- |
| 2017 | Зимняя Универсиада 2017                                         | Швеция (женская)                    | 3     |
| 2018 | Чемпионат мира по кёрлингу среди смешанных пар 2018             | Швеция (смешанная пара)             | 7     |
| 2019 | Чемпионат мира по кёрлингу на колясках (группа Б) 2019          | Швеция (на колясках)                | 2     |
| 2020 | Чемпионат мира по кёрлингу на колясках 2020                     | Швеция (на колясках)                | 3     |
| 2020 | Чемпионат мира по кёрлингу среди юниоров 2020                   | Швеция (юниоры муж.)                | 5     |
| 2020 | Чемпионат мира по кёрлингу среди юниоров 2020                   | Швеция (юниоры жен.)                | 9     |
| 2021 | Чемпионат мира по кёрлингу на колясках 2021                     | Швеция (на колясках)                | 2     |
| 2022 | Зимние Паралимпийские игры 2022                                 | Швеция (на колясках)                | 2     |
| 2023 | Чемпионат мира по кёрлингу на колясках 2023                     | Швеция (на колясках)                | 4     |
| 2023 | Чемпионат мира по кёрлингу на колясках среди смешанных пар 2023 | Швеция (смешанная пара на колясках) | 15    |